# Gāv Bāzeh
Gāv Bāzeh (persiska: گاو بازِه, گَو پَزِه, گاو بازه) är en ort i Iran.   Den ligger i provinsen Lorestan, i den nordvästra delen av landet, 400 km sydväst om huvudstaden Teheran. Gāv Bāzeh ligger 1 824 meter över havet och antalet invånare är 475.
Terrängen runt Gāv Bāzeh är varierad. Runt Gāv Bāzeh är det ganska tätbefolkat, med 56 invånare per kvadratkilometer. Närmaste större samhälle är Nūrābād, 11,5 km väster om Gāv Bāzeh. Trakten runt Gāv Bāzeh består till största delen av jordbruksmark.